# Elecciones estatales de Oaxaca de 2007
Las Elecciones estatales de Oaxaca de 2007 se llevaron a cabo en dos jornadas, la primera ocurrió el domingo 5 de agosto de 2007, y en ella se fueron elegidos:
- 42 diputados del Congreso del Estado. 25 electos por mayoría relativa en cada uno de los Distritos Electorales y 17 mediante un sistema de representación proporcional para integrar la LX Legislatura.

Y la segunda tuvo lugar el 7 de octubre de 2007, en la que fueron elegidos:
- 151 ayuntamientos. Regidos por el sistema de partidos, de un total de 570 (los restantes se rigen por usos y costumbres) compuestos por un Presidente Municipal y regidores, electos para un periodo de tres años no reelegibles para el periodo inmediato.

## Reforma electoral previa
A finales de 2006 el Congreso de Oaxaca llevó a cabo una reforma electoral por iniciativa enviada por el gobernador Ulises Ruiz Ortiz, con la intención de hacer concurrentes las elecciones estatales con las federales. Mediante esta reforma, los Ayuntamientos y la Legislatura del congreso vigentes prorrogarían sus periodos constitucionales un año más, sin embargo, el 9 de enero de 2007 la Suprema Corta de Justicia de la Nación declaró inconstitucional esta reforma, invalidándola, y ordenando que se celebren elecciones el día 5 de agosto, como se preveía antes de la reforma.

## Resultados

### Ayuntamientos

Distribución de Ayuntamientos por partido político

|  | 40.31 % |

|  | 23.32 % |

|  | 13.11 % |

|  | 10.12 % |

|  | 5.37 % |

|  | 2.36 % |

|  | 1.96 % |

|  | 1.01 % |

|  | 0.35 % |

|  | 98.06 % |

|  | 1.94 % |

## Abstencionismo
En la primera jornada electoral, que se llevó a cabo el domingo 5 de agosto, se registró un elevado abstencionimos que llegó a niveles del 60%, lo cual según han declarado opositores políticos del gobierno de Ulises Ruiz Ortiz ha sido por el rechazo de la población a las organizaciones políticas tradicionales.
Por el contrario, en la segunda, el 7 de octubre, el abstencionismo fue de 45.37%, con lo cual se superó las previsiones de la jornada anterior.

## Impugnaciones
El 9 de octubre Convergencia anunció el desconocimiento de los resultados electorales proporcionados por el Programa de Resultados Electorales Preliminares en las elecciones a Ayuntamientos de Oaxaca de Juárez, San Juan Bautista Tuxtepec, Ocotlán y Teotitlán de Flores Magón que le fueron adversos, esto fue ratificado el 10 de octubre por la dirigencia nacional del partido, que acusó al gobernador Ulises Ruiz Ortiz de interferir en el proceso electoral.